# Éjszakai csapda
Az Éjszakai csapda (eredeti cím: Gone in the Night) 2022-es amerikai filmthriller, amelyet elsőfilmes rendezőként Eli Horowitz rendezett. A forgatókönyvet Horowitz és Matthew Derby írta. A főbb szerepekben Winona Ryder, Dermot Mulroney, John Gallagher Jr., Owen Teague és Brianne Tju látható.
Amerikában 2022. július 15-én mutatták be a mozikba. Magyarországon a HBO Max mutatta be 2024. november 8-án.

## Cselekmény
Kat és Max úgy döntenek, hogy a hétvégét vidéken töltik: Max az interneten bérel egy faházat az erdőben, és a pár éjszaka autóval utazik oda. Kiderül azonban, hogy a faház már foglalt: egy fiatal pár, Al és Greta ugyanarra az időre bérelte ki. Max megkéri őket, hadd töltsék az éjszakát ott, mivel túl hosszú az út visszafelé. A fiatalok vonakodás nélkül beleegyeznek. Max azt javasolja, játsszanak társasjátékot, de a fáradt Kat mindenki más előtt lefekszik aludni. Reggel felébredve üresen találják a faházat. Odakint találkozik Al-lal, aki elmondja neki, az éjszaka folyamán Max érdeklődni kezdett Greta iránt, és közösült vele, majd együtt távoztak.
Kat megdöbben, de idővel megbékél Max elvesztésével. Azonban meg akarja érteni, Max vajon mit látott Gretában. Kat megkeresi a faház tulajdonosának, Ryan Barlownak a telefonszámát, és elmondja neki, mi történt. A férfi beleegyezik, hogy segít neki megtalálni Gretát. Barlow egy korábbi sikeres biotechnológiai szakember, aki apja halála után újragondolta az életét, és nem dolgozott tovább a cégnél. Kat és Ryan megérkeznek a címre, ahol Greta lakik, és Katnek sikerül rövid beszélgetést folytatnia a lánnyal: a lány bocsánatot kér, és világossá teszi, hogy Max most vele van; Kat lát egy közös fotót Gretáról és Maxről a telefonján. Eközben egy visszaemlékezésből kiderül Max és Kat erdei faházba vezető útjának előzménye: Max egyszer egy buliban, Kat miatt megsértődve, elmegy bort venni, és találkozik Al-lal és Gretával, akik meghívják őt egy underground zenei koncertre, ahová az erdei faháztól lehet elutazni. Amikor visszatér, Max felajánlja Katnek, menjenek el nyaralni vidékre, anélkül, hogy bármit is mondana Al és Greta megismeréséről.
Miután beszélt Gretával, a kétségbeesett Kat felveszi a kapcsolatot Barlow-val, és megtudja, hogy az apja egy genetikai betegségben halt meg, és Barlow maga is a betegség gyógymódján dolgozik. Másnap Kat szobavirágot hoz ajándékba, és meglátogatja Barlow-t a faházban. A férfi meglepődik, de elfogadja Katet, és elmegy tűzifáért. Ekkor Kat felvesz egy könyvet a polcról, és meglát egy képet Barlow-ról Al-lal. Kat rájön, hogy Al az ő fia. Fog egy kulcscsomót, és felderíti a házat, és a ház mögött talál egy külön zárható konténert. A visszaemlékezésekből kiderül, hogy Al és Greta valójában azért csalták Maxet szándékosan a faházba, hogy vért adjon Barlownak, mivel Al maga is szerette volna megtalálni az örökletes betegség gyógymódját.
A konténerben Kat megtalálja Maxet, akihez csövek vannak kapcsolva. Barlow, Al és Greta belépnek. Kiderül, Barlow valójában nem az apja betegségét adta tovább, és nem gyógymódot keresett, hanem a fiatalítás eszközét, amihez most Max vérét használja. Kat üvölt, hogy ő is meg akarja fiatalítani magát. Miközben Barlow és a fia elkapják Gretát, és a műtőasztalra teszik, Kat megpróbálja kiszedni Maxet a konténerből. Az alig gondolkodó Max azonban kihúzza a csövet a nyakából, és elvérzik. Kat kirohan a konténerből, és bezárja az ajtót.
Kat döbbenten száll be a kocsiba, de aztán kiszáll, és visszatér a faházba. Már korábban is tetszett neki ez a félreeső ház, ezért úgy dönt, hogy itt is marad.

## Szereplők
| Szerep          | Színész            | Magyar hang     |
| --------------- | ------------------ | --------------- |
| Kath            | Winona Ryder       | Zsigmond Tamara |
| Nicholas Barlow | Dermot Mulroney    | Epres Attila    |
| Max             | John Gallagher Jr. | Fehér Tibor     |
| Al              | Owen Teague        | Kenéz Ágoston   |
| Greta           | Brianne Tju        | Staub Viktória  |
| Laurel          | Yvonne Senat Jones | Illésy Éva      |

### Magyar változat
- Magyar szöveg: Szojka László
- Hangmérnök: Lipics Bálint
- Vágó: Házi Sándor
- Gyártásvezető: Rába Ildikó
- Szinkronrendező: Turóczi Izabell
- Produkciós vezető: Németh Napsugár

A szinkront az Iyuno Hungary készítette el.

## A film készítése
2021 szeptemberében bejelentették, hogy Winona Ryder, Dermot Mulroney, John Gallagher Jr., Owen Teague és Brianne Tju csatlakozott a film szereplőgárdájához, Eli Horowitz rendezése pedig a Matthew Derbyvel közösen írt forgatókönyvből készült.

## Bemutató
A korábban még The Cow címet viselő film világpremierje 2022. március 13-án volt a South by Southwest rendezvényen. Nem sokkal később a Vertical Entertainment megszerezte a film forgalmazási jogait.